# Robert Blatchford
Pour les articles homonymes, voir Blatchford.
Robert Blatchford, né le 17 mars 1851 à Maidstone et mort le 17 décembre 1943 à Horsham, est un socialiste, journaliste et écrivain anglais.

## Biographie

### Origines et formation
Né en 1851, Robert Blatchford est le fils d'un acteur et fait dans sa jeunesse un apprentissage de brossier. À l'issue de sa formation, il s'engage dans la British Army, qu'il quitte en 1878 avec le grade de sergent-major.
Quelques années plus tard, il travaille comme journaliste indépendant pour le journal Sunday Chronicle à Manchester.

### Activités politiques
En 1890, Robert Blatchford fonde la Manchester Fabian Society et, l'année suivante, il est l'un des cofondateurs du journal socialiste The Clarion en tant que rédacteur. Blatchford annonce que le journal poursuit une politique d'humanité, de justice, de raison et de miséricorde, sans être influencé par un parti ou une vision du monde particulière. Le premier tirage se vend à 40 000 exemplaires et se stabilise après quelques mois à environ 30 000 exemplaires par semaine.
En 1893, certains articles de Blatchford sur le socialisme sont publiés sous forme de livre sous le titre Merrie England, qui se vend à plus de deux millions d'exemplaires.
Bien que Blatchford soit engagé politiquement et journalistiquement du côté du mouvement ouvrier d'une part, il soutient d'autre part la politique étrangère britannique. Il soutient ainsi le gouvernement pendant la guerre des Boers et met en garde contre ce qu'il considère comme une menace allemande. Après la Première Guerre mondiale, il devient un fervent défenseur de l'Empire britannique et soutient le Parti conservateur lors des élections à la Chambre des communes de 1924.

### Vie privée et mort
De 1880 à 1921, Blatchford est marié à Sarah Blatchford, née Crossley, avec laquelle il a deux enfants.
Robert Blatchford meurt le 17 décembre 1943.

### Bases de données
- Ressource relative à la littérature :   - Internet Speculative Fiction Database
- Ressource relative aux beaux-arts :   - National Portrait Gallery
- Ressource relative à la musique :   - MusicBrainz
- Notice dans un dictionnaire ou une encyclopédie généraliste :   - Oxford Dictionary of National Biography
- Notices d'autorité :   - VIAF
  - ISNI
  - BnF (données)
  - IdRef
  - LCCN
  - GND
  - CiNii
  - Pays-Bas
  - Pologne
  - Israël
  - NUKAT
  - Catalogne
  - Australie
  - Norvège
  - Tchéquie
  - WorldCat

### Autres liens externes
- (en) « Robert Blatchford Archive », sur marxists.org (consulté le 5 janvier 2024).
- (en) « Robert Blatchford », sur Spartacus Educational (consulté le 5 janvier 2024)